# 積水化成品工業
積水化成品工業株式会社（せきすいかせいひんこうぎょう、Sekisui Kasei Co., Ltd.）は、発泡樹脂（EPS=発泡スチロール）を製造する最大手の企業である。

## 概要
筆頭株主が積水化学工業であるため積水グループに属する。積水グループの中核会社・積水化学工業と同様、みどり会の会員企業であり三和グループに属している。

## 沿革
- 1958年（昭和33年）10月 -
  - 会社設立、本店を大阪市北区宗是町1番地に設置。
  - 本社事務所及び奈良工場を奈良県奈良市南京終町に設け、発泡性ポリスチレンビーズ及び塩ビ発泡事業に着手。
- 1960年（昭和35年）4月 - 発泡性ポリスチレンビーズの製造、販売を開始。
- 1961年（昭和36年）2月 - 東京営業所を東京都港区に設置（現：東京本部（東京都新宿区））。
- 1961年（昭和36年）
  - 9月 - 茨城県古河市に関東工場設置（現・株式会社積水化成品関東）。
  - 10月 - 本社事務所を大阪市北区に移転。
- 1962年（昭和37年）7月 - 発泡ポリスチレンシートの製造、販売を開始。
- 1963年（昭和38年）
  - 6月 - 積水スポンジ工業株式会社（旧・文化企業株式会社）に吸収合併。
  - 8月 - 発泡ポリウレタンフォームの販売を開始。
- 1964年（昭和39年）9月 - 大阪証券取引所市場第2部に上場。
- 1966年（昭和41年）11月 - 奈良県天理市に天理工場設置（現・株式会社積水化成品天理）、発泡ポリスチレンシートの製造を開始。
- 1968年（昭和43年）8月 - 発泡ポリエチレンフォームの製造、販売を開始（関東工場及び天理工場）。
- 1969年（昭和44年）10月 -
  - 積水化成品工業株式会社に商号変更。
  - 本店を奈良市に移転し、本社事務所を大阪市に設置。
  - 滋賀県甲賀市に滋賀工場設置（現・株式会社積水化成品滋賀）、発泡性ポリスチレンビーズの製造を開始。
- 1973年（昭和48年）4月 - 東京証券取引所市場第2部に上場。
- 1976年（昭和51年）7月 - 北海道エスレン株式会社を設立（現・株式会社積水化成品北海道）。
- 1978年（昭和53年）
  - 4月 - 大分県中津市に大分工場設置、発泡ポリスチレンシートの製造を開始（現・株式会社積水化成品大分）。
  - 9月 - 東京・大阪両証券取引所市場第1部に指定。
- 1981年（昭和56年）4月 - 茨城県猿島郡境町に境工場設置（現・株式会社積水化成品東部）、押出発泡ポリスチレンボードの製造を開始。
- 1989年（平成元年）9月 - 岡山県笠岡市に岡山工場設置、発泡ポリスチレンシートの製造を開始。
- 1993年（平成5年）4月 - 原聚化学工業股份有限公司に資本参加（現・台湾積水化成品股份有限公司）。
- 1994年（平成6年）
  - 4月 - 茨城県筑西市に茨城下館工場設置、発泡ポリスチレンシートの製造を開始。
  - 12月 - 技研化成株式会社を買収（現・株式会社積水化成品関西）。
- 1995年（平成7年）
  - 7月 - 本店を本社事務所（大阪市北区西天満2丁目4番4号）に移転。
  - 8月 - 奈良市による土地収用により奈良工場を閉鎖。
- 2004年（平成16年）6月 - 天津積水化成品有限公司を設立（現・連結子会社）。
- 2006年（平成18年）1月 - Sekisui Plastics U.S.A.,Inc.を設立。（現・連結子会社）。
- 2007年（平成19年）
  - 6月 - Sekisui Plastics Europe B.V.を設立（現・連結子会社）。
  - 12月 - 積水化成品(蘇州)科技有限公司を設立（現・連結子会社）。
- 2010年（平成22年）3月 - 押出発泡ポリスチレンボード事業を譲渡。
- 2012年（平成24年）4月 - 各工場を廃止し、子会社の積水化成品関東・積水化成品滋賀・積水化成品天理・積水化成品九州（2020年4月に株式会社積水化成品西部に商号変更）に移管。
- 2012年（平成24年）7月 - PT.Sekisui Plastics Indonesia（現・連結子会社）を設立。
- 2013年（平成25年）7月 - 東京証券取引所と大阪証券取引所の現物市場の統合により、東京証券取引所市場第1部への単独上場となる。
- 2015年（平成27年）4月 - Sekisui Plastics Mexico S.A. de C.V. （現・連結子会社）を設立。
- 2018年（平成30年）11月 - Sekisui Plastics Gmbh（現・連結子会社）を設立。
- 2019年（令和元年）2月 - Proseatグループ8社（現・連結子会社）を買収。
- 2020年（令和2年）- 商号の英文表示を Sekisui Kasei Co., Ltd. に変更。

## 事業
- 各種発泡プラスチックス、有機ポリマー微粒子、高分子ゲルなどの製造・加工・および販売

## 事業所
- 本社：大阪市北区西天満2-4-4（堂島関電ビル7F）
- 東京本部：東京都新宿区西新宿2-7-1（小田急第一生命ビル23F）
- 基礎研究所：奈良県天理市森本町670

## 主要関連会社
2020年3月末時点、国内連結子会社19社、国外連結子会社21社、国内持分法適用会社1社、国外非連結子会社2社、国内関連会社4社、国内その他関係会社1社及び同社を含めて合計49社から構成されている。
- 株式会社積水化成品北海道（北海道千歳市）
- 株式会社積水化成品東北（仙台市青葉区）
- 株式会社積水化成品東部（茨城県猿島郡境町）
- 株式会社積水化成品ウレタン（茨城県古河市）
- 株式会社積水化成品関東（茨城県古河市）
- 株式会社積水化成品群馬（群馬県邑楽郡大泉町）
- 株式会社積水化成品埼玉（埼玉県蓮田市）
- 湘南積水工業株式会社（千葉県佐倉市）
- 株式会社積水化成品ヤマキュウ（東京都立川市）
- 株式会社積水化成品中部（名古屋市中区）
- 株式会社積水化成品近江（滋賀県甲賀市）
- 株式会社積水化成品滋賀（滋賀県甲賀市）
- 株式会社積水化成品堺（堺市堺区）
- 株式会社積水化成品関西（兵庫県伊丹市）
- 株式会社積水化成品天理（奈良県天理市）
- 株式会社積水化成品西部（福岡市中央区）
- 株式会社積水化成品大分（大分県中津市）
- 株式会社積水化成品沖縄（沖縄県うるま市）
- Sekisui Kasei Korea Co., Ltd.
- 台湾積水化成品股份有限公司
- 天津積水化成品有限公司
- 積水化成品（蘇州）科技有限公司
- 積水化成品（上海）国際貿易有限公司
- 積水化成品（香港）有限公司
- PT.Sekisui Kasei Indonesia
- Sekisui Kasei (Thailand) Co., Ltd.
- Sekisui Kasei U.S.A. Inc.
- Sekisui Kasei Mexico S.A. de C.V.
- Sekisui Kasei Europe B.V.
- Proseat Europe Gmbh
- Proseat Gmbh + Co. KG
- Proseat Schwarzheide Gmbh
- Proseat LLP
- Proseat SAS
- Proseat Foam Manufacturing,s.l.
- Proseat Mladá Boleslav s.r.o.
- Proseat Sp.zo.o